# آلتانا
آلتانا (انگلیسی: Altana) شرکت صنایع شیمیایی آلمانی است، که در زمینه تولید انواع محصولات شیمیایی مورد نیاز سایر صنایع، عایق‌ها، حلال‌ها، رنگ‌ها و فراورده‌های جانبی صنایع شیمیایی فعالیت می‌نماید.
شرکت آلتانا در سال ۱۹۷۷ در پی تفکیک گروه وارتا به سه شرکت مستقل، بعنوان یک شرکت سهامی، تأسیس شد و در حال حاضر مالک ۵۲ کارخانه شیمیایی در کشورهای مختلف می‌باشد. دفتر مرکزی این شرکت در شهر وزل، آلمان قرار دارد و بخشی از سهام آن در بازار بورس فرانکفورت معامله می‌شود.